# Moje Björkman
Oscar Mauritz (Moje) Björkman, född 15 juli 1874 i Hälleberga församling, Kronobergs län, död 26 december 1944, var en svensk hotell- och restaurangägare.
Björkman, som var son till trädgårdsman Joh. Björkman och Emma Hultman, förvärvade fackutbildning i Sverige samt i London 1896–1897 och i Paris 1997–1900. Han var anställd som förste hovmästare vid Hippodromen i Malmö och  Industri- och slöjdutställningen i Gävle 1901, vid Grand Hotel i Stockholm 1902, därefter ägare av Grand Hotel i Lund och Restaurant Stadt Hamburg i Malmö från 1908. Han var arrendator av Hippodromen och Restaurant Kungsparken i samma stad 1905–1916 och Falsterbo havsbad till 1916. Han var styrelseledamot och verkställande direktör i Hotell- och Restaurant AB Moje Björkman från 1908, ägare av Malmö Teater 1908–1920, av hotell Falsterbohus och av Alexandra Hotel i Menton på Franska rivieran från 1925. Han var svensk vice konsul i Menton från 1927.